# Ludzkie cienie

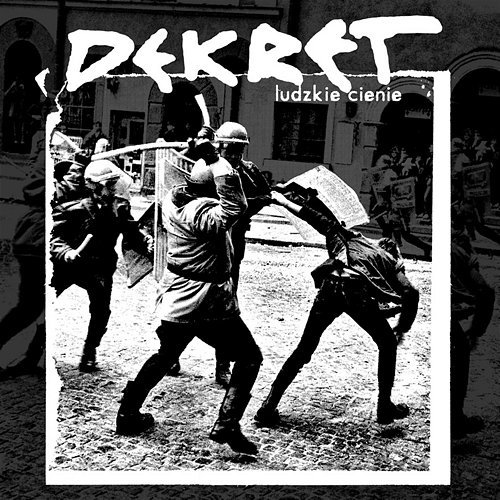
DEKRET - Ludzkie Cienie okładka płyty.

Ludzkie cienie – pierwszy album studyjny punkrockowego zespołu Dekret, wydany przez Starling w 1992 roku.

## Powstanie
Nagrań dokonano w CCS Studio w Warszawie na przełomie 1991 i 1992 roku. Gościnnie w nagraniach wzięli udział Włodzimierz Kiniorski i Dariusz Popowicz. Album został wydany w 1992 roku na MC przez wydawnictwo Starling. W 2022 roku album został ponownie wydany w formie CD i LP przez No Pasaran Records i Zima Records.

## Lista utworów
Źródło: Discogs

### MC (1992)
1. „Intro”
2. „Zapraszam was”
3. „Bunkier”
4. „Po ulicy 1”
5. „Po ulicy 2”
6. „Dzieci przemysłu”
7. „Ja wiem”
8. „Jesteś nikim”
9. „Ludzkie cienie”
10. „Czerwona chmura”
11. „Dyrektorzy”
12. „Morowe powietrze”
13. „Przewracanka”
14. „Wiosna”
15. „Pozorne zmiany”
16. „Dobry Jezu”

### CD (2022)
1. „Intro”
2. „Bunkier”
3. „Po ulicy”
4. „Po ulicy II”
5. „Dzieci przemysłu”
6. „Ja wiem”
7. „Jesteś nikim”
8. „Ludzkie cienie”
9. „Wiosna”
10. „Czerwona chmura”
11. „Dyrektorzy”
12. „Morowe powietrze”
13. „Przewracanka”
14. „Pozorne zmiany”
15. „Zapraszam was”
16. „Dobry Jezu!”

### LP (2022)
1. „Intro”
2. „Bunkier”
3. „Po ulicy”
4. „Po ulicy II”
5. „Ja wiem”
6. „Jesteś nikim”
7. „Ludzkie cienie”
8. „Wiosna”
9. „Czerwona chmura”
10. „Dyrektorzy”
11. „Morowe powietrze”
12. „Przewracanka”
13. „Pozorne zmiany”
14. „Zapraszam was”

## Wykonawcy
Źródło: Discogs
- Piotr Stanek – wokal
- Aleksander Gałgowski – gitara basowa
- Jarosław Pisarski – gitara elektryczna
- Artur Kobus – perkusja
- Dariusz Popowicz – gitara elektryczna (gościnnie)
- Włodzimierz Kiniorski – saksofon (gościnnie)